# Academia Hanlin
La Academia Hanlin (en chino, 翰林院; pinyin, Hànlín Yuàn; literalmente, ‘patio de madera de arbusto’) fue una institución académica y administrativa fundada en el siglo VIII por el emperador Xuanzong de la dinastía Tang de China.
Sólo un grupo de élite del alto funcionariado podía ser miembro de la academia. Este grupo llevaba a cabo tareas secretariales y literarias para la corte imperial. Uno de sus quehaceres principales era decidir la interpretación de los textos clásicos confucianos. Esto sentó las bases de los exámenes imperiales, que los aspirantes a burócratas debían aprobar para conseguir puestos superiores. Los pintores que trabajaban para la corte también estaban adjuntos a la Academia.
La Academia se incendió en 1900, durante la guerra entre China y las potencias occidentales conocida como el levantamiento de los bóxers, perdiéndose numerosas obras irrecuperables

## Miembros destacables
Algunos de los más importantes académicos de Hanlin fueron: 
- Li Bai (701-762) - Poeta.
- Bai Juyi (772–846) - Poeta.
- Ouyang Xiu (1007–1072) Historiador.
- Shen Kuo (1031–1095) - Canciller.
- Zhang Zeduan (1085 — 1145) - Pintor
- Zhao Mengfu (1254–1322) - Pintor, calígrafo, poeta (rector, 1314–1320).
- Weng Tonghe (1830—1904) - Tutor Imperial.
- Cai Yuanpei (1868–1940) - Educador.

## Departamento de traductores
Subordinados a la Academia Hanlin estaba el departamento de traductores (en chino tradicional, 四夷館; en chino simplificado, 四译館; pinyin, Si Yi Guan; Wade-Giles, Ssŭ I Kuan). Fundado en 1407, tras la primera expedición de Zheng He al océano Índico, el departamento trabajó con las misivas de los embajadores extranjeros y preparaba especialistas en lenguajes extranjeros. Incluía departamentos de yurchen, mongol, tibetano, hui, persa, árabe, birmano y otros idiomas de las "cien tribus" de China. En 1511 y 1579, se añadieron los departamentos de idiomas de Ba bai.